# Haydee (videogioco)
Haydee è uno sparatutto in terza persona sviluppato e pubblicato internamente dalla compagnia russa Haydee Interactive per Microsoft Windows il 26 settembre 2016.

## Modalità di gioco
Il gioco è uno sparatutto in terza persona con numerosi elementi platform, rasentando quindi lo stile metroidvania. Il giocatore controlla Haydee, un personaggio mezzo umana mezzo robot (la quale si rivelerà uno degli interminabili esemplari di una linea di prodotti artificiali) in cerca di una via d'uscita da un complesso artificiale pieno di trappole. Il gioco è diviso in sei zone, di colore Bianco, Verde, Rosso, Giallo, Blu e Nero, via via sempre più difficili, tutte contenenti un totale di 160 stanze e la prima delle quali vale come tutorial. Nel gioco si possono anche trovare degli oggetti disseminati nelle varie stanze, tra i quali medikit consumabili, chiavi elettroniche, oggetti indossabili, utensili che aprono nuove strade e armi letali come la Pistola, la Magnum, il Mitra e la Mina di prossimità.

## Accoglienza
Azralynn ne ha apprezzato lo stile di gioco particolare legato alle meccaniche del parkour e gradito il personaggio di Haydee, ma anche criticato il livello di difficoltà e il fatto di non avere una certezza sul suo completamento in quanto il titolo non presentava degli obiettivi da soddisfare. Il recensore si è comunque ritenuto soddisfatto dell'esperienza provata, affermando di aver fatto un buon acquisto, e ha concluso consigliandolo a chi cerca un titolo rompicapo d'azione molto difficile in grado di fornire un ottimo margine di sfida.